# عماد كنوني
عماد عشاب كنوني (بالفرنسية: Imad Achab Kanouni) هو مواطن فرنسي اعتُقل خارج نطاق القضاء من قبل الولايات المتحدة في معتقل غوانتانامو في كوبا. تم القبض عليه في أفغانستان في عام 2001 ونقلته الولايات المتحدة إلى السجن الفرنسية في 26 يوليو 2004، وظل معتقلا في فرنسا لمدة ثلاث سنوات. وكان رقم الاعتقال التسلسلي الخاص به في غوانتانامو 164.
أُفرج عنه من السجن تحت الإفراج المشروط في 9 يوليو 2005، عُرض على المحكمة الفرنسية مع خمسة معتقلين أخرين سابقين في غوانتانامو في 26 أبريل 2006. وقال في دفاعه عن نفسه في 3 يوليو 2006 أنه كان قد سافر إلى أفغانستان لمواصلة التعليم الديني أنه لم يلتق بأسامة بن لادن، ولم يحضر أي معسكرات للتدريب العسكري، وأضاف: «ومع ذلك أنا مستعد للموت من أجل الحق، ومن أجل الدفاع عن الشعوب التي تعرضت بلادهم للاحتلال»